# Мангышлакский экспериментальный ботанический сад
Мангышлакский экспериментальный ботанический сад — научное учреждение в городе Актау. Входит в перечень особо охраняемых природных территорий Казахстана.

## Основание
Ботанический сад в 10-м микрорайоне города Шевченко (ныне Актау) был образован на базе стационарной экспедиции на основании следующих документов:
- Решение Государственного Комитета Совета Министров СССР по науке и технике № 61 от 01.12.1970 г.
- Постановление Совета Министров Казахской ССР № 129 от 09.03.1971 г.
- Постановление Президиума Академии наук Казахской ССР № 59 от 25.03.1971 г.

Главными инициаторами проекта стали академик АН СССР Н. В. Цицин и академик АН Узбекской ССР Ф. Н. Русанов.
Фактически ботанический сад функционирует с января 1972 года.

## Описание
Общая площадь территории составляет 39 га. По состоянию на 2017 год, в ботаническом саду произрастает 1270 таксонов растений из 250 родов и 88 семейств. В числе этих растений — хвойные, вьющиеся, плодово-ягодные, декоративные (в том числе коллекция роз, к 2020 году насчитывающая 141 сорт), а также редкие и исчезающие виды. Дендрологическая коллекция насчитывает свыше 600 таксонов, в числе которых крупные родовые комплексы боярышника, кизильника, шиповника, барбариса, жимолости, калины, ясеня, а также коллекция сортов абрикоса. На отдельном участке представлена местная флора. Среди её представителей — наиболее ценные лекарственные растения Мангышлакского полуострова, требующие тщательной охраны: шелковица белая, зизифора тонкая, боярышник сомнительный, ежевика обыкновенная, селитрянка Шобера, дубровник белый.
Основным направлением работ является интродукция и акклиматизация казахстанской и мировой флоры в экстремальных (экстрааридных) природных условиях (в том числе окультуривание местных растений аридного пояса), а также разработка агротехники выращивания и содержания интродуцированных видов.
Ботанический сад принимает участие в озеленении городов и промышленных зон Мангистауской области.

## Юридический и природоохранный статус
С 2000 года учреждение входит в состав Института ботаники и фитоинтродукции Министерства образования и науки Казахстана в качестве республиканского государственного предприятия на праве хозяйственного ведения. Руководителем в настоящее время является Акжунис Иманбаева.
Мангышлакский экспериментальный ботанический сад входит в список особо охраняемых природных территорий республиканского значения.